# موزه صنایع دستی اردبیل
موزۀ صنایع دستی اردبیل در حمام تاریخی شیخ صفی الدین اردبیلی از بناهای مربوط به دوره صفویه و در حریم بقعه شیخ صفی الدین اردبیلی دایر شده‌است. در این موزه ۳۰۰ قطعه اشیای مربوط به مصنوعات دستی اردبیل در ۲۵ رشته شامل فرش، گلیم، ورنی، دست بافته‌های عشایر، مفرش، معرق چوب، ساز سنتی، معرق چوب، قلم زنی، سفال، تزیینات روی سفال، شیشه‌های تراش خورده، نقاشی روی شیشه، منبت، حجاری، خراطی، نازک کاری روی چوب، آهنگری، مسگری و صنایع چرم از جمله صنایع دستی موجود در این موزه به نمایش درآمده است.

## نگارخانه

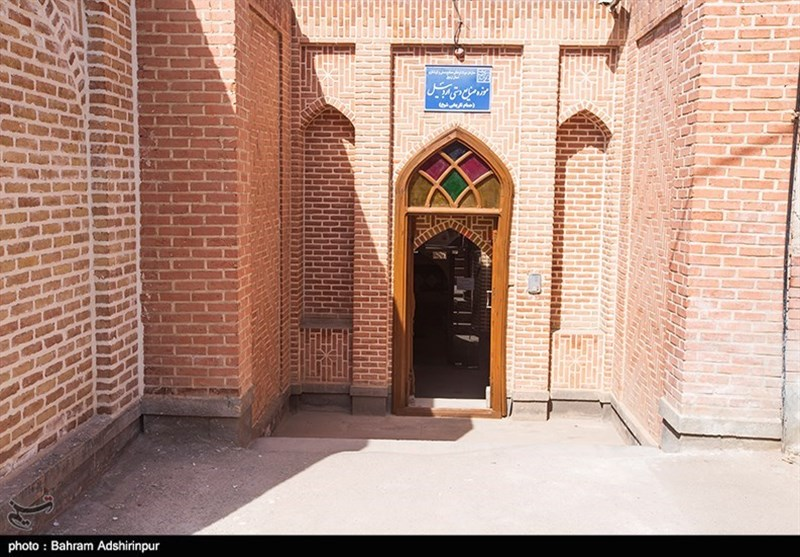
موزه صنایع دستی اردبیل
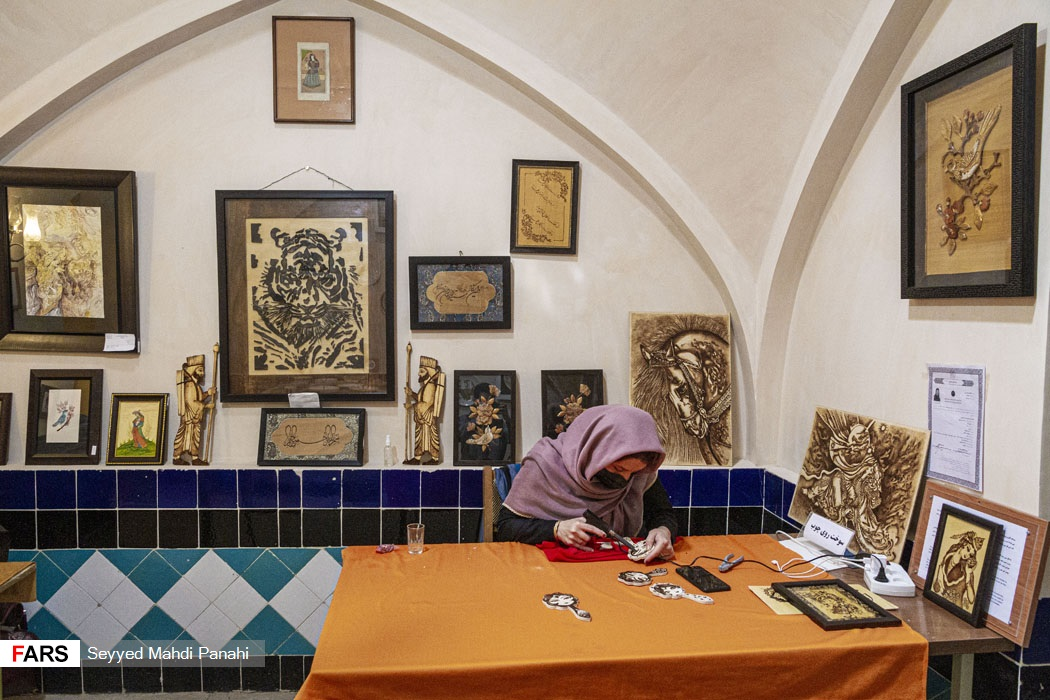
موزه صنایع دستی اردبیل
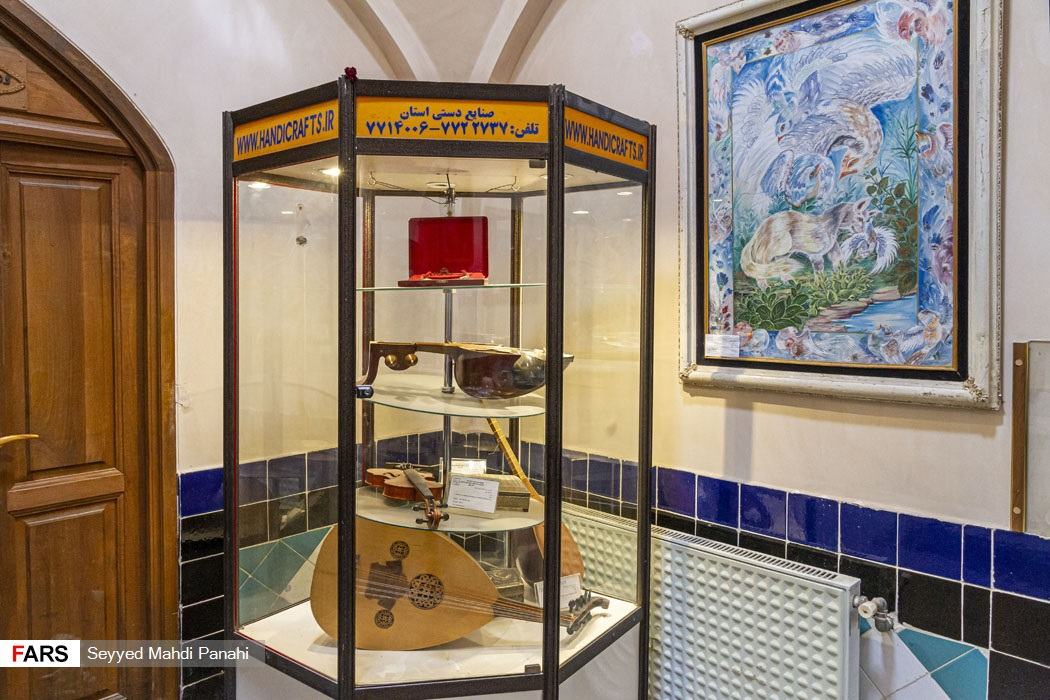
موزه صنایع دستی اردبیل
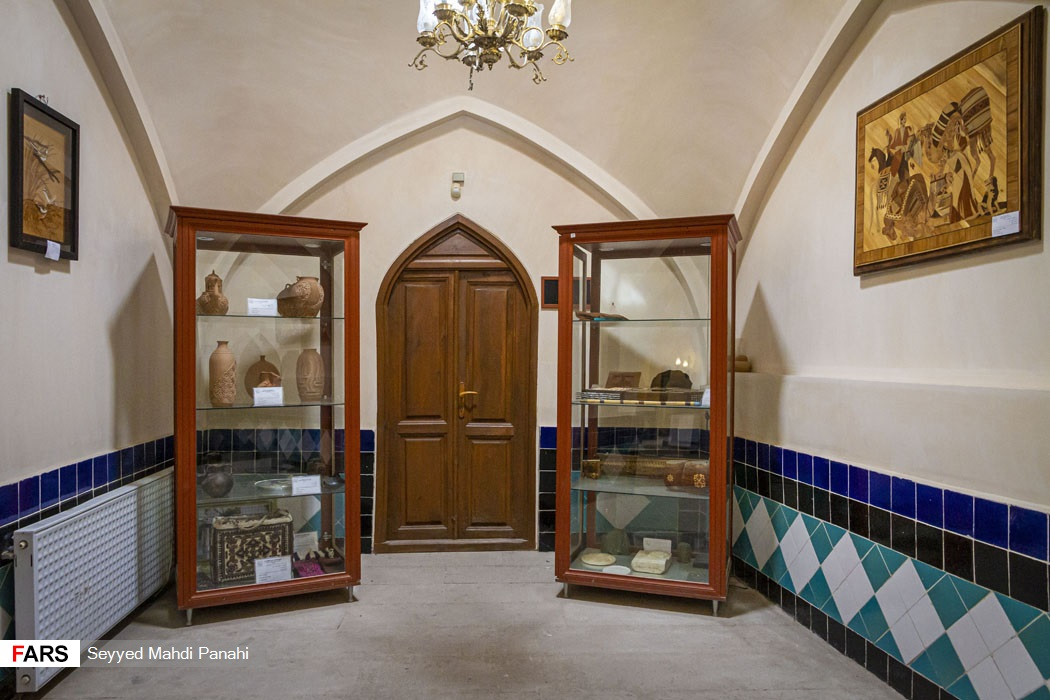
موزه صنایع دستی اردبیل
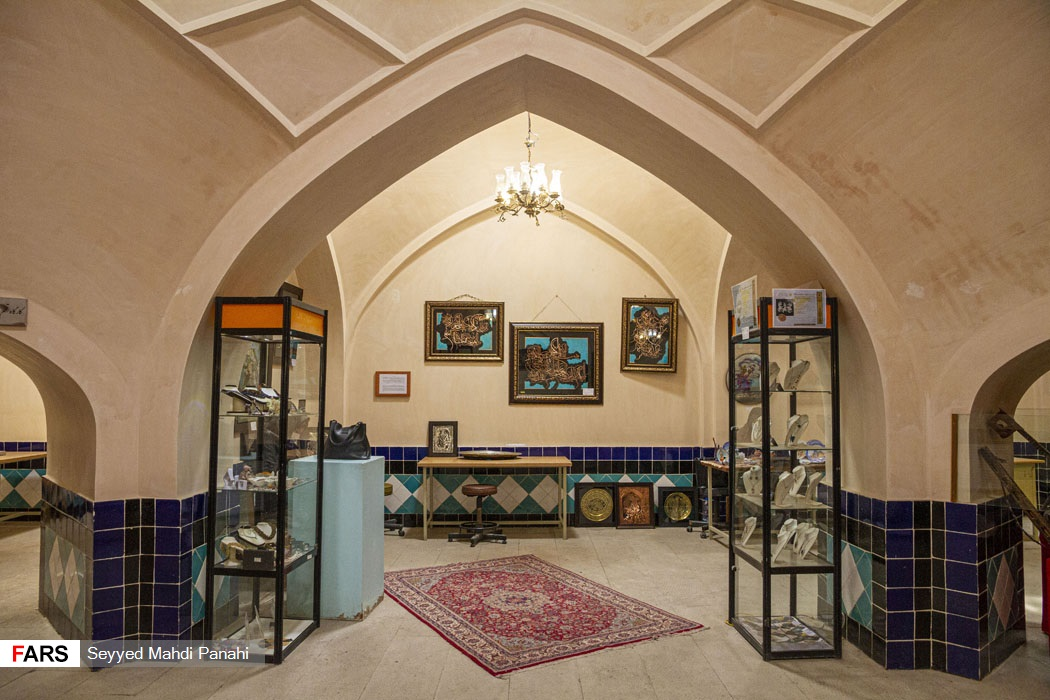
موزه صنایع دستی اردبیل
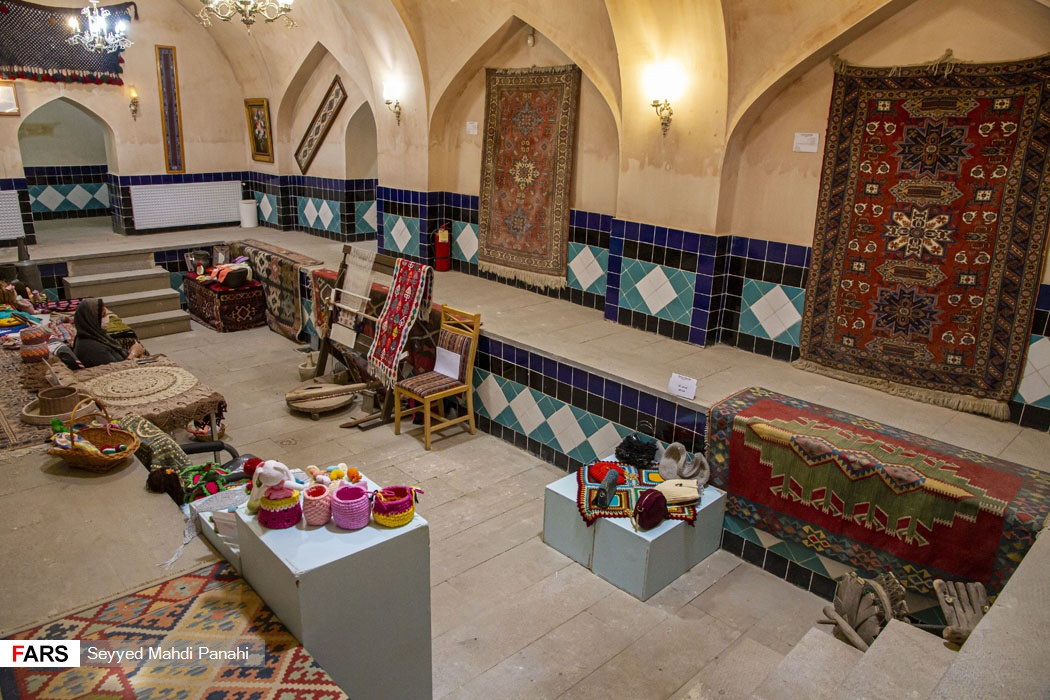
موزه صنایع دستی اردبیل
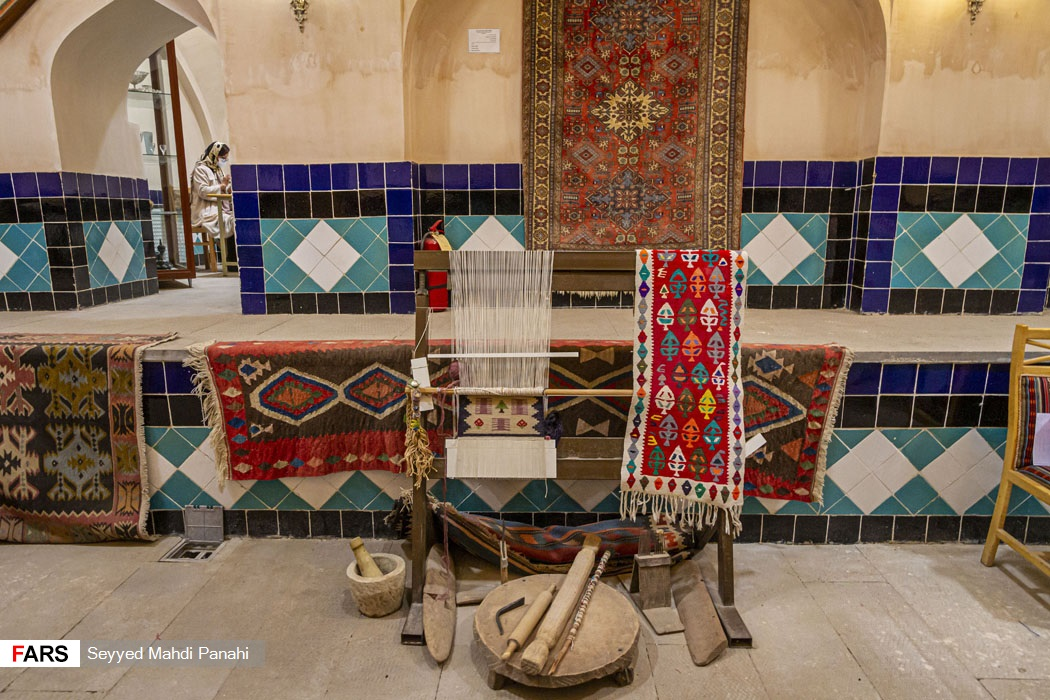
موزه صنایع دستی اردبیل
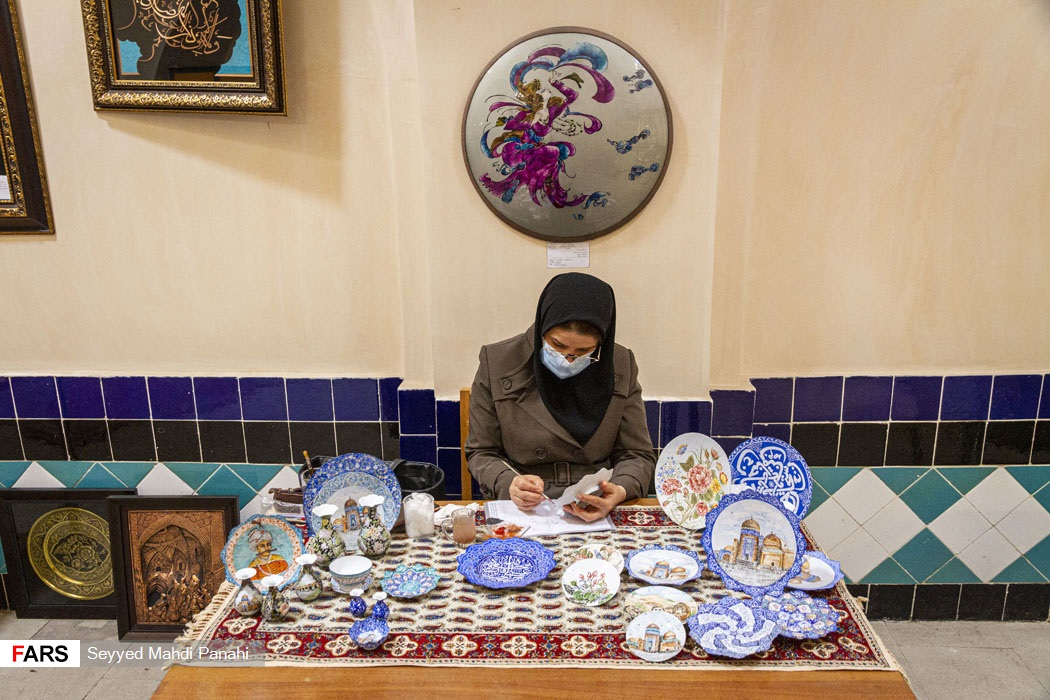
موزه صنایع دستی اردبیل
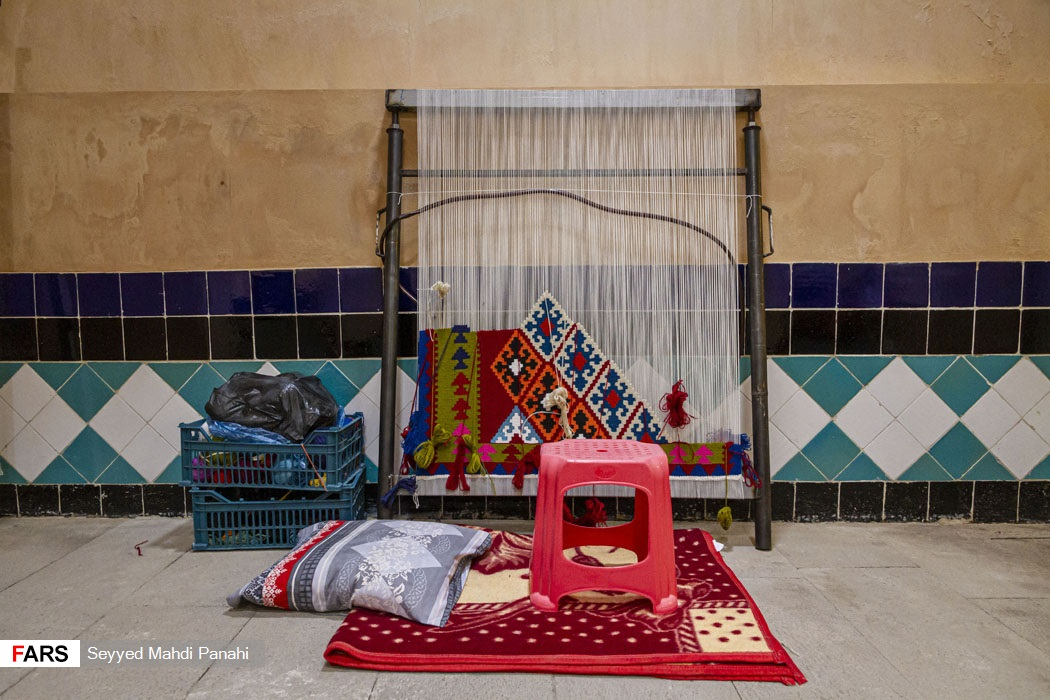
موزه صنایع دستی اردبیل
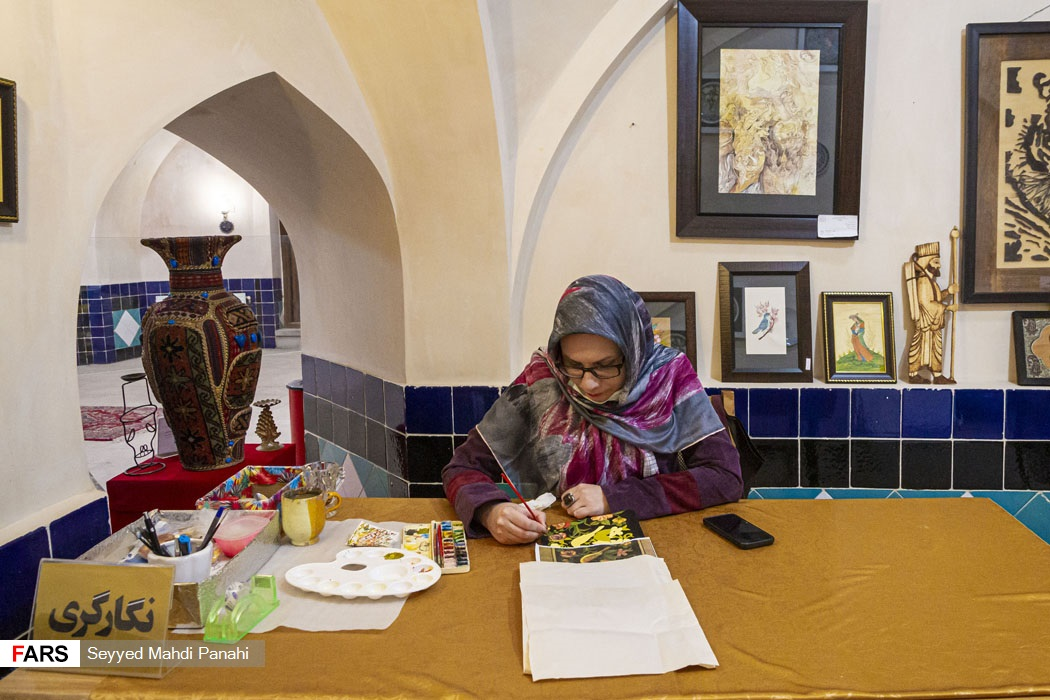
موزه صنایع دستی اردبیل
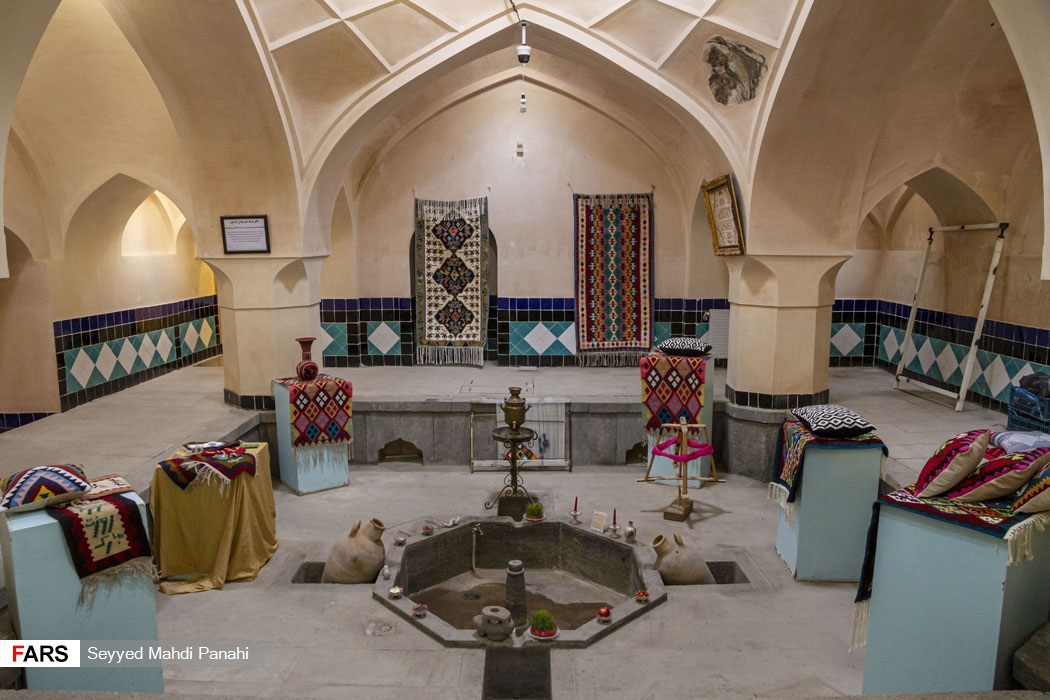
موزه صنایع دستی اردبیل

1. ↑  «موزه‌های استان روایتگر تاریخ باستانی کهن‌دیار اردبیل». پایگاه خبرگزاری ایرنا |. دریافت‌شده در ۲۰۲۰-۰۲-۱۰.